# Telengiten
De Telengiten zijn een Turks volk dat voornamelijk in de Russische deelrepubliek Altaj woont en nauw verwant is aan het Altaj-volk. Bij de volkstelling van 2010 werden 3712 Telengiten geteld.
De Telengiten leefden in een gebied dat moeilijk te bereiken was: vanuit het zuiden was het gebied alleen te voet of te paard langs smalle paden en vanuit het noorden alleen over het Teletsky-meer te bereiken. De Telengiten kwamen ook pas laat, rond 1865, onder de heerschappij van het Russische Rijk.
Er worden gewoonlijk twee aparte taalkundige groepen binnen het Altaj-volk onderscheiden. De Telengiten behoren tot de  Zuidelijke Altaj (Altai-Kizji). Zij spreken het Zuid-Altajs (tot 1948 Oirot genoemd) en wonen traditioneel gezien in de stroomvallei van de Katoen en haar zijrivieren. Deze taalgroep wordt weer onderverdeeld in Altaj, Teleoeten en Telengiten. De laatste twee groepen werden bij de volkstelling van 2002 voor het eerst onderscheiden als aparte etniciteiten.
Abazijnen ·
Abchaziërs ·
Achvachen ·
Adygeeërs ·
Aino ·
Aleoeten ·
Aljoetoren ·
Altaj (Oirot) ·
Andi ·
Armeniërs ·
Avaren ·
Azerbeidzjanen·
Balkaren ·
Baraba ·
Basjkieren ·
Bergjoden ·
Boerjaten ·
Chakassen ·
Chanten ·
Chinezen ·
Dargienen ·
Dolganen ·
Enetsen ·
Evenen ·
Evenken ·
Georgiërs ·
Grieken ·
Ingoesjen ·
Ingriërs ·
Itelmenen ·
Jakoeten ·
Joden ·
Joekagieren ·
Joepiken ·
Kabardijnen ·
Kalmukken ·
Kamtsjadalen ·
Karatsjajers ·
Kareliërs ·
Kazachen ·
Kereken ·
Ketten ·
Komi ·
Koreanen ·
Korjaken ·
Korjo-saram ·
Krim-Tataren ·
Lezgiërs ·
Mansen ·
Mari (Tsjeremissen) ·
Meschetische Turken ·
Mordwienen ·
Nanai ·
Negidalen ·
Nenetsen (Joeraken) ·
Nganasanen ·
Nivchen (Giljaken) ·
Nogai ·
Oedegen ·
Oedmoerten ·
Oekraïners ·
Oeltsjen ·
Oezbeken ·
Oroken ·
Orotsjen ·
Osseten ·
Polen ·
Pomoren ·
Rusland-Duitsers (inclusief Wolga-Duitsers) ·
Russen ·
Samen (Lappen) ·
Selkoepen ·
Sjoren ·
Sojoten ·
Tabassaranen ·
Perzen (Tadzjieken) ·
Taten ·
Teleoeten ·
Tofalaren ·
Tsachoeriërs (Caxur) ·
Tsjerkessen ·
Tsjetsjenen (Noxchi) ·
Tsjoektsjen ·
Tsjoelymen ·
Tsjoevanen ·
Tsjoevasjen ·
Turkmenen ·
Toevanen ·
Wepsen ·
Belarussen (Wit-Russen) ·
Wolga-Tataren ·
Woten